# Jack Shaw
Jack Shaw, all'anagrafe John Stephen Shaw (Doncaster, 10 aprile 1924 – Denaby, aprile 2011) è stato un calciatore inglese, di ruolo attaccante.

## Carriera
Inizia a giocare nello Yorkshire Colliery Main che, nel 1946, alla ripresa dei campionati dopo la seconda guerra mondiale, lo cede al Rotherham Utd, club di terza divisione, con cui Shaw nel 1946, all'età di 22 anni, esordisce quindi tra i professionisti. Dal 1946 al 1951 gioca stabilmente da titolare in terza divisione con i Millers, segnando con buona regolarità; in particolare, il suo picco in termini realizzativi arriva nella stagione 1950-1951, in cui con 37 reti contribuisce alla vittoria del campionato e si aggiudica anche il titolo di capocannoniere del torneo; trascorre poi altre due stagioni in seconda divisione al Rotherham United, per un totale di 262 presenze e 122 reti in partite di campionato con il club nell'arco di sette stagioni di militanza: nel 1953 si trasferisce infatti allo Sheffield Weds, con cui all'età di 29 anni esordisce in prima divisione. Le sue prime due stagioni con gli Owls sono discrete: nella stagione 1953-1954 segna infatti 12 gol in 24 partite di campionato, mentre l'anno seguente va in rete per 9 volte in 31 presenze. Di fatto, però, sono anche le sue ultime annate con un ruolo rilevante: anche a causa di vari problemi fisici negli anni seguenti gioca infatti solamente una partita (nella stagione 1957-1958) per un totale quindi di 56 presenze e 21 reti con il club di Sheffield. Prima del ritiro ha anche giocato a livello semiprofessionistico con il Denaby United.
In carriera ha totalizzato complessivamente 318 presenze e 143 reti nei campionati della Football League.

## Palmarès

### Club

#### Competizioni nazionali
- Third Division North: 1

Rotherham United: 1950-1951

### Individuale
- Capocannoniere della Third Division North: 1

1950-1951 (37 reti)